# La Máquina de Hacer Pájaros
La Máquina de Hacer Pájaros fue un supergrupo argentino de rock progresivo, que estuvo activo entre 1976 y 1977. Sus integrantes fueron Charly García (ex Sui Generis), Oscar Moro (ex Los Gatos y Color Humano), Carlos Cutaia (ex Pescado Rabioso), Gustavo Bazterrica (futuro integrante de Los Abuelos de la Nada), y José Luis Fernández (ex Crucis).
Tras la disolución de Sui Generis, Charly García emprendió un nuevo proyecto, introduciendo la novedad de dos tecladistas simultáneos en escena. Esta banda, como dijo Charly, pretendía ser “el Yes del subdesarrollo”. Se le reconocen fuertes influencias de Genesis, Yes, Camel, Pink Floyd, Focus y Steely Dan. Tuvo una escasa aceptación del público argentino durante su época de actividad y no fue hasta unos años después cuando alcanzó un verdadero reconocimiento.

## Historia

### Inicios
Corría el año 1976 y el rock progresivo y sinfónico era un género masivo, reconocido en el ámbito mundial y, también, en el cono sur de América. 
Argentina desarrollaría bandas de culto como Invisible, Crucis, Alas y Espíritu. Luego del desconcierto lógico producido por la disolución de Sui Generis con un par de conciertos que masificaron al rock en Argentina, Charly García, había entrado en un período de incertidumbres y angustias. Tratando de canalizar esto, inició diversos proyectos, como PorSuiGieco que nació como una reunión de amigos, Raúl Porchetto, Sui Generis, León Gieco, y María Rosa Yorio (esposa de Charly), la idea principal era conformar una compañía editora (musical) y que terminó con formato de un álbum y varios conciertos. El rock progresivo y sinfónico interesó a García, como demuestra el solo de teclados y piano en el concierto despedida de Sui Generis (en la canción "Un hada un cisne"), en la línea del Rick Wakeman de Yessongs, y los arreglos de Pequeñas anécdotas sobre las instituciones (último álbum de Sui Generis) que ya insinuaba arreglos en elaborado estilo, además de su reconocido gusto por Procol Harum o su banda de cabecera The Beatles.
Oscar Moro, exbaterista de Los Gatos y de Color Humano entre otros, le había mencionado a Charly que quería trabajar con él. Fue Moro precisamente el primer convocado. Desde agosto de 1974, José Luis Fernández tocaba el bajo en la banda Crucis. En mayo de 1975, Charly García lo había invitado a grabar en el álbum Porsuigieco (entre el 28 de mayo y el 18 de junio de 1975) como músico sesionista. Finalmente García lo convenció de abandonar Crucis y unirse a él y a Moro. El debut de este trío (Moro, García y Fernández) se dio en Córdoba, poco después, en ese show conocen a un fanático, también músico, que tocaba la guitarra, llamado Gustavo Bazterrica, que se transformaría en el cuarto miembro del grupo. Una vez conformados como cuarteto, "La Máquina" realiza sus primeras presentaciones en el boliche La Bola Loca en Capital Federal, propiedad de Atilio Stampone. También se había incorporado un coro a cargo de Ana María Quatraro y Héctor Dengis. “Empezamos a ensayar con Bazterrica, José Luis Fernandez y un coro con Ana Maria Quatraro y Hector Dengis, hasta sale la posibilidad de hacer un ciclo en La Bola Loca, un lugar para café concert en la calle Maipú, rechiquito, no sé si entraban 80 personas”, recordaba Oscar Moro en un reportaje incluido en el libro “Historias del rock de acá. Primera generación” de Ezequiel Abalos.
Pero Charly, no conforme decide agregar a otro integrante para poder alcanzar una identidad grupal que no dependa tanto de él, y eliminar al coro, así ingresó a la banda Carlos Cutaia de Pescado Rabioso. «La onda es hacer una música elaborada, con concepción en los arreglos. Pero no queremos hacer una música hermética, queremos que la entienda todo el mundo», manifestó Charly García en el año 1976. 
La Máquina fue contemporánea al comienzo de la dictadura y es en este grupo donde Charly comienza a desplegar su enorme potencial como músico, compositor, cantante y letrista.

### La Máquina de Hacer Pájaros
Con el material suficiente para grabar un álbum (mucho del cual ya venía de Sui Generis), comenzaron a tocar a mediados de 1976 en locales para no más de trescientas personas, para terminar de afianzarse. En esa época existía una tira de humor gráfico del dibujante y humorista Crist, cuyo protagonista se llamaba García y la historieta se titulaba "García y La Máquina de Hacer Pájaros". La coincidencia hizo que adoptaran ese nombre para la banda.
Con ese material, totalmente escrito por García, aún en contra de lo que él pretendía, ya que esperaba ser uno más en la banda y no su líder, grabaron su primer álbum, cuyo título era homónimo a la banda. El mismo Crist les hizo una graciosa historieta para la portada del álbum, en donde el protagonista presentaba a la banda, definiéndola como "un pájaro progresivo". Dentro de ese sobre externo se encontraba una segunda tapa, diseñada por Gatti. No hay una presencia preponderante de la voz de Charly en este primer álbum de La Máquina. El álbum esta fuertemente marcado por una prolija producción, y elaboración, los contrapuntos entre los dos tecladistas y el sinfonismo, típicos matices del rock progresivo. El álbum contiene siete canciones largas, incluyendo canciones con abundantes guitarras acústicas como en "Como Mata el Viento Norte" o "Por Probar el Vino y el Agua Salada", así como también piezas con guitarras marcadas como "No Puedo Verme Más" o "Boletos, Pases y Abonos". La canción "Bubulina", que ya formaba parte del repertorio en vivo de Sui Generis, de los tiempos de Sui Generis, fue reconvertida a una pieza con líneas sinfónicas, cortes y cambios de ritmo. La letra era un homenaje a María Rosa Yorio, por entonces pareja de Charly y madre de Miguel, su hijo. También pueden escucharse los coros de Celeste Carballo, con sólo 20 años. 
La Máquina de Hacer Pájaros se presentó formalmente en sociedad en el Teatro Astral en el mes de noviembre de 1976. La expectativa por ver al nuevo grupo de Charly García hizo que el lugar se llenara completamente. La revista Expreso imaginario lo definió así:

Una máquina funcionando a todo vapor, desbordando una vibrante energía, dueña de un sonido preciso, claro, compacto, fluidos y con muy buenas individualidades.
Expreso imaginario, 1976.

Los cinco días en que la Máquina se presentó en el teatro Astral, permitieron al público apreciar las ideas que García había madurado, la formación de la banda fue la que el público ya conocía con la excepción del nuevo tecladista. Precisamente Cutaia fue el encargado de iniciar el recital con un solo de piano acústico, como introducción de un largo tema instrumental titulado "Obertura". Charly García ejecutó piano eléctrico, sintetizador Moog y clave; mientras que Cutaia hizo lo propio con el órgano Hammond, el piano acústico y el sintetizador de cuerdas. La combinación de dos tecladistas, un intento antes inédito en Argentina, resultó satisfactoria. El sonido de la Máquina era denso y cargado de arreglos que van desde lo clásico al rhythm and blues. Casi todas las canciones tienen principio, desarrollo y fin, todo con abundantes solos repartidos entre Cutaia, García y Bazterrica. En los conciertos también hubo una importante producción escenográfica, con logrados efectos y buena iluminación.
El 24 de marzo de 1976 tuvo lugar en la Argentina el golpe de Estado que dio inicio a la dictadura militar autodenominada Proceso de Reorganización Nacional. Sui Generis ya había sido víctima de la censura, como tantas otras bandas, en democracia, cuando tuvieron que omitir dos canciones y cambiar letras en su álbum Pequeñas anécdotas sobre las instituciones de diciembre de 1974, lanzado durante la presidencia democrática de María Estela Martínez de Perón, momento en el cual la situación política ya era de mucha violencia e inestabilidad institucional. Charly decidió usar el sótano de un club social del cual formaba parte Gustavo Bazterrica, como centro generador y sala de ensayo. Es allí adonde comienza a gestarse la nueva música. Existía por entonces una natural unión entre los miembros de la banda, tanto en lo musical como en lo conceptual. Casi en paralelo, La Máquina salió de gira durante los primeros meses de 1977, por el interior de Argentina, logrando un crecimiento de popularidad y prestigio. También giraron por el Gran Buenos Aires, Las ideas musicales se fueron definiendo, su unión fueron las letras escritas por Charly, quien basándose en su pasión por el cine, concibió una obra conceptual, basada precisamente en ello.

### El álbumPelículasy disolución
Su segundo álbum de estudio se llamó Películas fue editado en 1977. El concepto se centraba en el nombre de una canción del álbum "Que se puede hacer salvo ver películas". La tapa tenía un mensaje a tono con el momento que se estaba viviendo: aparecen los integrantes de la banda saliendo del cine luego de ver una película llamada Trama macabra. A pesar de que los álbumes tenían una cuidada producción, no tuvieron el éxito que ellos esperaban.
Finalizaría un año marcado por la disolución de las principales bandas y mayores exponentes del género en el país: Invisible, Crucis, Espíritu, y al año siguiente Alas. La Máquina no permanecería ajena al fenómeno. Los roces entre Charly y el resto del grupo (especialmente con los más jóvenes), se fueron acentuando poco a poco. Gustavo Bazterrica comenzó a faltar asiduamente a los ensayos, hasta que el concierto del 23 de agosto de 1977 en Uruguay sería su última actuación con el grupo, debido a que deciden que ya no siga. Eligieron como reemplazante al guitarrista de la banda Bubu, Alejandro Cavoti. Se sucedían los conciertos y con ellos los cuestionamientos, ahora a García (principalmente por su comportamiento en el escenario). El detonante fue el futuro tercer disco que empezaba a debatirse en el seno de La Máquina. La mayoría de los integrantes del grupo sostenían que cada miembro de la banda debía componer dos temas del futuro trabajo, a lo que Charly se opuso terminantemente, solicitando primero escuchar los temas y ver qué material se elegiría para el álbum. Finalmente, Charly abandonó la banda.

Ya estoy cansado de tener que pensar cada cosa de La Máquina, de ser el responsable y dar la cara por el grupo. Me estoy comiendo una paranoia total por ese asunto; ya no quiero sentir el peso de una estructura grupal, quiero alejarme de todo ese mambo. Ahora, la cosa será distinta, voy a hacer lo que realmente me indique el corazón; en La Máquina tenía que hacer lo que me ordenaba mi cabeza, y me cansé.
García explica a sus compañeros los motivos de su determinación. Extracto de un artículo de la revista Pelo.

El grupo sin Charly ensayó durante una semana hasta que de común acuerdo se disolvió. Cutaia y Fernández hicieron sus carreras solistas por separado, y mientras que Oscar Moro se involucraría con el nuevo proyecto de Charly García, Serú Girán. En un momento Charly se fue a una quinta con David Lebón (un músico miembro de Pappo's Blues, Color Humano, Pescado Rabioso y Polifemo), lugar en donde se acuerda la idea de hacer un festival despedida para Charly, que se iría a vivir un tiempo al Brasil. Ese festival mítico, despidió no solo a García, ya que se juntaron a tocar exmiembros de La Máquina, Crucis, y Sui Generis entre otros, y se llamó el Festival del Amor, más tarde editado en un álbum.
El Festival del Amor fue la última presentación de La Máquina, en un colmado Luna Park, el 11 de noviembre de 1977, donde compartieron el set con Nito Mestre, León Gieco, Raúl Porchetto, Gustavo Santaolalla, los hermanos Makaroff y otros. Entre los músicos que formaron parte de la banda en este recital estuvieron Rinaldo Rafanelli y Juan Rodríguez (que habían sido la base acústica de Sui Generis), David Lebón, Aníbal Kerpel y Pino Marrone, estos dos últimos del grupo Crucis. Uno de los hechos salientes del recital fue la versión que hicieron del tema "Volver a los diecisiete" (de Violeta Parra), que no encontró mucha respuesta en un público bastante reticente a la música folklórica.

## Recitales
Existen pocos registros en vivo de La Máquina de Hacer Pájaros a pesar de que la banda realizaba giras muy extensas por el interior del país. José Luis Fernández definió su paso por la banda como un “infierno intenso pero fugaz”. Sin embargo existen varios audios que se pueden escuchar como el recital del año 1976 en la ciudad de Montevideo. La toma, a pesar de estar hecha de "al aire" (lo que quiere decir grabada con un solo micrófono a toda la banda), la calidad musical de las interpretaciones es destacable. También los hay uno del 7 de enero de 1977 en el Palacio de los Deportes en Tucumán, Luna Park 1977, y En vivo Canal 11 el 15 de septiembre de 1976.

## Miembros
- Charly García - Piano, sintetizador, piano Fender, clave, guitarra acústica y voz líder (1976-1977)
- Carlos Cutaia - Órgano, mellotrón, piano y clave (1976-1977)
- Gustavo Bazterrica - Guitarra eléctrica, guitarra acústica y voz (1976-1977)
- José Luis Fernández - Bajo, contrabajo acústico, guitarra acústica y voz (1976-1977)
- Oscar Moro † - Batería y accesorios (1976-1977)
- Alejandro Cavoti - Guitarra y voz (1977)

## Formaciones
| Córdoba 1976      | - Charly García – voz, sintetizadores, Minimoog, ARP Strings - Jose Luis Fernández - Bajo eléctrico - Oscar Moro - Batería |
| La Bola Loca 1976 | - Charly García – voz, piano acústico, Fender Rhodes, Clavinet, Minimoog, ARP Strings - Jose Luis Fernández - Bajo eléctrico, voz, coros - Oscar Moro - Batería - Gustavo Bazterrica - Guitarra eléctrica, voz, coros - Ana María Quataro - Coros - Héctor Dengis - coros - Carlos Cutaia - Hammond, Mellotron, Clavinet, piano acústico |
| 1976 - 1977       | - Charly García – voz, piano acústico, Fender Rhodes, Clavinet, Minimoog, ARP Strings - Jose Luis Fernández - Bajo eléctrico, voz, coros - Oscar Moro - Batería - Gustavo Bazterrica - Guitarra eléctrica, voz, coros - Carlos Cutaia - Hammond, Mellotron, Clavinet, piano acústico                                                     |
| Mediados 1977     | - Charly García – voz, piano acústico, Fender Rhodes, Clavinet, Minimoog, ARP Strings - Jose Luis Fernández - Bajo eléctrico, voz, coros - Oscar Moro - Batería - Alejandro "Golo" Cavoti - Guitarra eléctrica - Carlos Cutaia - Hammond, Mellotron, Clavinet, piano acústico                                                            |

## Discografía
- La Máquina de Hacer Pájaros (1976)
- Películas (1977)